# Mine Again
A Mine Again Mariah Carey amerikai popénekesnő kilencedik (az Egyesült Államokban a hatodik), utolsó kislemeze tizennegyedik, The Emancipation of Mimi című albumáról. 2006 végén jelent meg, de már megjelenése előtt jóval, 2005-ben felkerült a Billboard Hot R&B/Hip-Hop Singles & Tracks slágerlistára, a 73. helyre.

## Háttere
A Mine Againt Carey akkor írta, amikor az R&B-ben gyökerező, soul-jellegű hangzásvilágot fedezte fel. Poyser zongoráján komponálták a dalt, eltérően Carey többi dalától, melyben főként ő írta a dallamot. Az énekesnő azt mondta a dalról: „Határozottan ez az album fő balladája, és úgy érzem, rengetegen szeretni fogják. Hang tekintetében kiemelkedő, és egyike azoknak a megtört szív-daloknak, melyek hallatán szeretnél újra összejönni a volt barátoddal vagy barátnőddel.”

## Fogadtatása
A dalt 2006 elején felhasználták az Intel új Centrino mobil chipsetjének a reklámjában. A reklámot a Super Bowl XL idején adták először, és benne Carey „életre kel” egy fiatalember ölében, aki laptopján zenét hallgat egy könyvtárban; az énekesnő ezután a Mine Againből énekel neki egy részletet. A dalt 2006-ban Grammy-díjra jelölték legjobb hagyományos R&B-előadás kategóriában, végül azonban Aretha Franklin A House Is Not a Home című dala nyert
A Fülöp-szigeteken elterjedt a szóbeszéd, hogy a Mine Again lesz az album negyedik kislemeze a Shake It Off/Get Your Number után, helyette azonban a Don’t Forget About Us jelent meg, az album új kiadásának egyik bónuszdala. Mikor a Mine Againt Grammy-díjra jelölték, újra beindult a dal promóciója, és a rádiók is játszani kezdték, de Carey nem szándékozott kereskedelmi forgalomban is megjelentetni.

## Helyezések
| Slágerlista (2005)                             | Legmagasabb helyezés |
| ---------------------------------------------- | -------------------- |
| USA Billboard Hot R&B/Hip-Hop Singles & Tracks | 71                   |
| USA Billboard Adult R&B Airplay                | 64                   |